# Mueang Chiang Rai (huyện)
Mueang Chiang Rai (tiếng Thái: เมืองเชียงราย, phát âm [mɯ̄a̯ŋ t͡ɕʰīa̯ŋ rāːj]) là huyện thủ phủ (Amphoe Mueang) của tỉnh Chiang Rai, phía bắc Thái Lan.

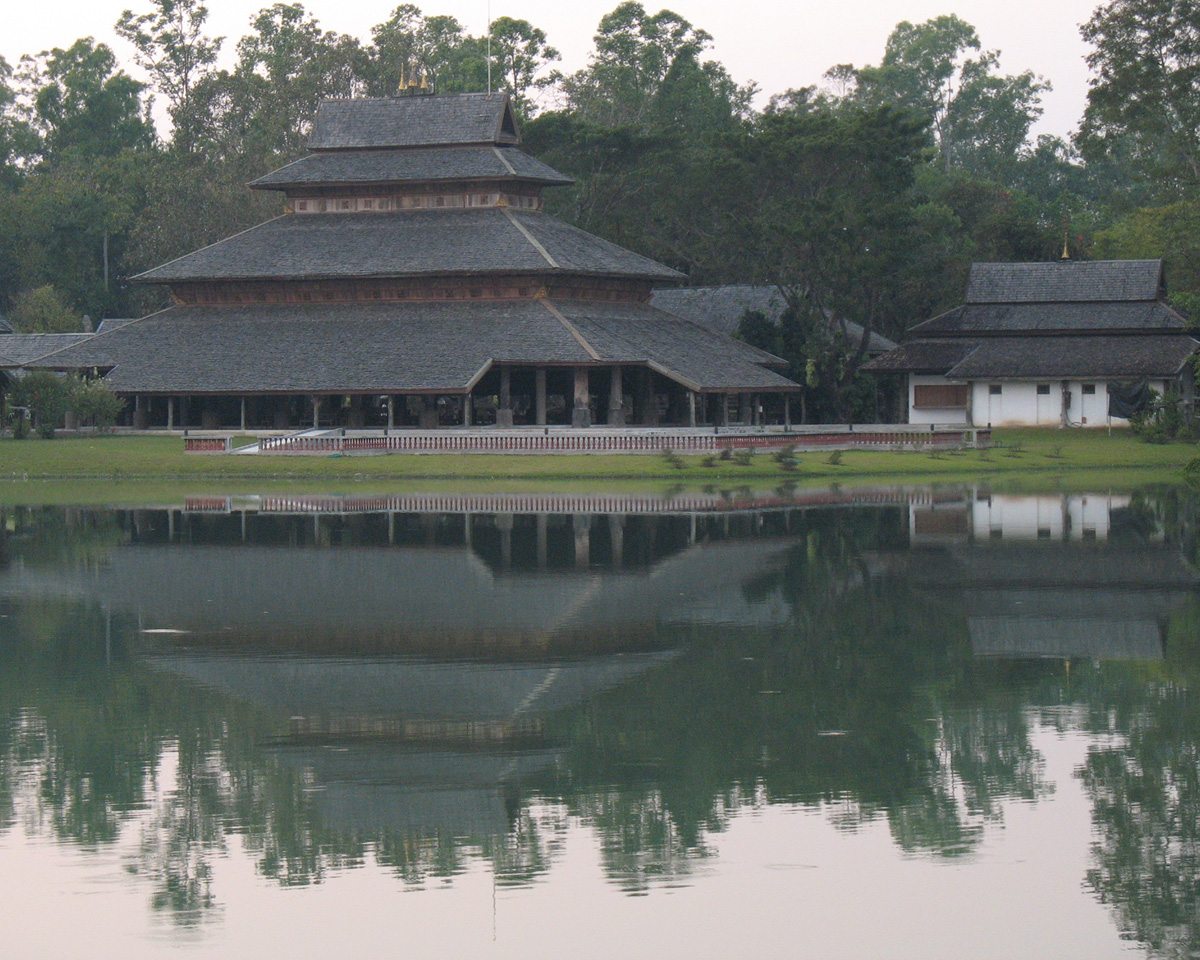
Công viên văn hóa và nghệ thuật Rai Mae Fah Luang, Tambon Rop Wiang, huyện Mueang Chiang Rai

## Địa lý
Các huyện giáp ranh (từ tây bắc theo chiều kim đồng hồ) là: Mae Fa Luang, Mae Chan, Wiang Chiang Rung, Wiang Chai, Thoeng, Pa Daet, Phan, Mae Lao, Mae Suai của tỉnh Chiang Rai và Mae Ai của tỉnh Chiang Mai.
Nguồn nước quan trọng của vùng này là sông Kok.

## Hành chính
Huyện này được chia thành 16 phó huyện (tambon), các đơn vị này lại được chia thành 256 làng (muban). Thị xã (thesaban mueang) Chiang Rai nằm trên lãnh thổ toàn bộ  ‘‘tambon’’  Wiang và một số khu vực của Rop Wiang, San Sai and Rum Kok. Thị trấn (thesaban tambon) San Sai nằm trên một phần của tambon San Sai, và Ban Du the toàn bộ  ‘‘tambon’’  Ban Du. Ngoài ra có 14 tổ chức hành chính tambon (TAO).
| No. | Tên Phó huyện | Tiếng Bắc Thái | Tiếng Thái | Làng | Hộ dân | Dân số |
| --- | ------------- | -------------- | ---------- | ---- | ------ | ------ |
| 1.  | Wiang         |                | เวียง       | -    | 8.015  | 11.371 |
| 2.  | Rop Wiang     |                | รอบเวียง    | 7    | 25.300 | 48.930 |
| 3.  | Ban Du        |                | บ้านดู่       | 19   | 86.49  | 16.062 |
| 4.  | Nang Lae      |                | นางแล      | 14   | 4.309  | 10.271 |
| 5.  | Mae Khao Tom  |                | แม่ข้าวต้ม    | 23   | 4.596  | 11.916 |
| 6.  | Mae Yao       |                | แม่ยาว      | 18   | 7.634  | 17.746 |
| 7.  | San Sai       |                | สันทราย     | 11   | 4.863  | 9.469  |
| 8.  | Mae Kon       |                | แม่กรณ์      | 13   | 2.732  | 6.207  |
| 9.  | Huai Chomphu  |                | ห้วยชมภู     | 11   | 3.986  | 10.567 |
| 10. | Huai Sak      |                | ห้วยสัก      | 30   | 6.844  | 17.235 |
| 11. | Rim Kok       |                | ริมกก       | 11   | 8.132  | 17.383 |
| 12. | Doi Lan       |                | ดอยลาน     | 20   | 3.761  | 10.452 |
| 13. | Pa O Don Chai |                | ป่าอ้อดอนชัย  | 21   | 4.107  | 10.049 |
| 14. | Tha Sai       |                | ท่าสาย      | 13   | 4.017  | 8.736  |
| 15. | Doi Hang      |                | ดอยฮาง     | 8    | 1.874  | 4.401  |
| 16. | Tha Sut       |                | ท่าสุด       | 11   | 4.616  | 12.930 |